# Мънастиря (окръг Кълъраш)
Мънастиря (на румънски: Mânăstirea) е село в Румъния, административен център на община Мънастиря, окръг Кълъраш. Намира се на 14 метра надморска височина. Според преброяването през 2011 г. е с население от 3573 души.
Българите се заселват в селото в периода 1769 – 1774 г. В периода 1910 – 1920 г. в селото са живеели 360 българи от Силистренско. През 1972 г. в селото има 300 семейства българи и румънци. Българи живеят в селото и в наши дни. Българският говор е от мизийски тип, но се говори само от най-старите.